# Маккарди, Дженнет
Дженнет Мишель Фэй Маккарди (англ. Jennette Michelle Faye McCurdy; род. 26 июня 1992, Лонг-Бич, Калифорния) — американская актриса, певица и автор песен.

## Биография
Маккарди родилась 26 июня 1992 года в Лонг-Бич, выросла в Гарден-Грове (штат Калифорния, США) в семье Дебры Маккарди (умерла 20 сентября 2013 года после 17 лет борьбы с раком молочной железы). У Дженнет есть три старших брата: Маркус, Скотт и Дастин. Имеет шведские, ирландские, французские, итальянские и голландские корни. 
Маккарди открыто рассказывала о своей борьбе с нарушениями пищевого поведения, а также выступала за их лечение и преодоление связанной с ними стигмы. В 2022 году Маккарди выпустила автобиографию I'm Glad My Mom Died («Я рада, что моя мама умерла»), в которой рассказала о сложных отношениях с матерью, борьбе с нарушениями пищевого поведения и лечении от алкогольной зависимости.

## Карьера

### Съёмки
Свою карьеру на телевидении начала в 2000 году, в возрасте восьми лет, снявшись на телеканале MADtv. На съёмки в фильмах её вдохновила игра Харрисона Форда в фильме «Голливудские копы». В 2005 году за роль Хэйли Кампос в сериале «Сильное лекарство» Маккарди была номинирована на премию «Молодой актёр». Она также снялась в нескольких социальных рекламах.
В период с 2007 по 2012 год исполняла роль Сэм Паккет в сериале «iCarly», где её партнёрами были Миранда Косгроув, Нейтан Кресс и Джерри Трейнор. В 2008 году была снова номинирована на премию «Молодой актёр» за роли в сериале «iCarly» и фильме «Последний день лета». В 2009 году была номинирована на премию Teen Choice Awards. Она также сыграла роль Берты в фильме «Фред», основанный на Фред Фигглхорне. С 2013 по 2014 год снималась в главной роли Сэм Пакетт в сериале "Сэм и Кэт" вместе с Арианой Гранде.
13 августа 2014 года Маккарди запустила собственный онлайн-сериал What’s Next for Sarah? на сайте Vimeo.

### Музыка
В июне 2008 года Маккарди объявила на своём официальном сайте о работе над своим дебютным альбомом. Первый сингл So Close был выпущен 10 марта 2009 года. Второй сингл Homeless Heart был выпущен 19 мая. Песня была выпущена в честь недавно умершего друга Маккарди Cody Waters, который умер в возрасте девяти лет от рака мозга, и 20 % доходов были переданы в Cody Waters Foundation. В середине 2009 года Маккарди подписала контракт с лейблом кантри-музыки Capitol Records Nashville. 16 апреля 2010 года образцы песен с будущего дебютного кантри-альбома Маккарди были выпущены в Интернете. Песни были выпущены для того, чтобы поклонники смогли проголосовать за ту песню, которая по их мнению должна быть первым синглом Маккарди. Not That Far Away получил наибольшее количество голосов, и был выпущен на кантри-радио 24 мая 2010 года и 1 июня на iTunes.
17 августа 2010 года Маккарди выпустила дебютную EP-пластинку, в которую вошёл сингл Not That Far Away и три новые песни: Stronger, Put Your Arms Around Someone и Break Your Heart. В iTunes-версию в качестве бонус-трека входила песня Me With You. Песня Stronger позже была включена в сборник Now That’s What I Call Music! Vol. 35, выпущенный 31 августа 2010 года. Второй сингл Маккарди Generation Love был выпущен в цифровом варианте 22 марта 2011 года. 25 апреля 2011 года он был выпущен на радио. 8 февраля 2012 года компания Capitol Nashville выпустила одноимённый мини-альбом Маккарди.
5 июня 2012 года в онлайн-магазине iTunes состоялся релиз дебютного полноценного альбома Маккарди. 11 июля 2012 года Fanlala выпустила интервью с Маккарди, в котором она подтвердила, что она ушла с лейбла Capitol Records Nashville, сказав: «Я сейчас нахожусь между двумя проектами. Я действительно недавно покинула Capitol Records. Я просто решила, что я буду делать дальше. Сейчас я работаю над новым шоу и выясняю, как я буду работать над своей музыкой». 31 июля 2012 года How to Rock выпустило интервью с Маккарди, в котором она говорила о своей актёрской и музыкальной карьере. Последующее интервью было выпущено 8 августа, в котором Маккарди рассказала о своей музыкальной карьере.

## Личная жизнь
В 2013 году встречалась с баскетболистом NBA Андре Драммондом.
С 2014 по 2016 год встречалась с актёром Джесси Карере.

## Фильмография
| Год       |     | Русское название        | Оригинальное название | Роль             |
| --------- | --- | ----------------------- | --------------------- | ---------------- |
| 2001      | ф   | Тень убийца             | Shadow Fury           | Анна Маркова     |
| 2004      | тф  | Тигриный рейс           | Tiger cruise          | Килли Долан      |
| 2005      | с   | Медиум                  | Medium                | Сара Крюсон      |
| 2007—2012 | с   | АйКарли                 | iCarly                | Сэм Пакетт       |
| 2008      | тф  | АйКарли едет в Японию   | iCarly: iGo to Japan  | Сэм Паккет       |
| 2009—2010 | с   | Тру Джексон             | True Jackson, VP      | Пинки            |
| 2010      | тф  | Фред                    | Fred: the movie       | Берта            |
| 2011      | тф  | Лучший игрок            | Best Player           | Крис             |
| 2012      | с   | Виктория-победительница | Victorious            | Понни            |
| 2013—2014 | с   | Сэм и Кэт               | Sam & Cat             | Сэм Пакетт       |
| 2013      | тф  | Мошенничество           | Swindle               | Саванна Уэсткотт |
| 2015      | с   | Между                   | Between               | Вайли Дэй        |
| 2014      | мф  | Почти герои 3D          | Almost Heroes 3D      | Сью              |
| 2016      | ф   | Питомец                 | Pet                   | Клэр             |
| 2017      | кор | Депозит безопасности    | Security Deposit      | Лия              |
| 2018      | кор | Первая леди             | The First Lady        | Пегги            |

## Дискография

### Студийные альбомы
| Название         | Информация об альбоме                                                                             |
| ---------------- | ------------------------------------------------------------------------------------------------- |
| Jennette McCurdy | - Дата выпуска: 5 июня 2012 - Формат: CD, Цифровая дистрибуция - Лейбл: Capitol Records Nashville |

### Мини-альбомы
| Not That Far Away                                                                       | - Дата выпуска: 17 августа 2010 - Формат: Цифровая дистрибуция - Лейбл: Capitol Records Nashville | 32 | 3 |
| Jennette McCurdy                                                                        | - Дата выпуска: 8 февраля 2012 - Формат: Цифровая дистрибуция - Лейбл: Capitol Records Nashville  | —  | — |
| знак «—» означает, что альбом не попал в чарт или не был выпущен в той или иной стране. |                                                                                                   |    |   |

### Синглы
| So Close                                                                               | 2009 | —  | —  | Не альбомный сингл |
| Homeless Heart                                                                         | 2009 | —  | —  | Не альбомный сингл |
| Not That Far Away                                                                      | 2010 | 58 | 58 | Not That Far Away  |
| Generation Love                                                                        | 2011 | 44 | 44 | Jennette McCurdy   |
| знак «—» означает, что сингл не попал в чарт или не был выпущен в той или иной стране. |      |    |    |                    |

### Клипы
| Название          | Год  | Режиссёр    |
| ----------------- | ---- | ----------- |
| Not That Far Away | 2010 | Roman White |
| Generation Love   | 2011 | Roman White |